# خنفساء الجوهرة
خنفساء الجوهرة (الاسم العلمي Julodis euphratica)، حشرة من الخنافس وفصيلة الناصعات. كبيرة القد  يبلغ حجمها من 29 إلى 31 مم. ثوبها أخضر لماع مزركشة ببقع صفراء ساطعة. قوتها رحيق الأزهار البرية.